# South Petherton
South Petherton é uma vila no sudoeste do Reino Unido com 3064 habitantes (2011).